# غاري ماكوتشون
غاري ماكوتشون (بالإنجليزية: Gary McCutcheon)‏ هو لاعب كرة قدم بريطاني في مركز الهجوم، ولد في 8 أكتوبر 1978 في دامفريس ‏ في المملكة المتحدة. لعب مع بورتاداون وبيرويك راينجرز ونادي بيليمينا يونايتد ونادي دمبرتون ونادي ستنهاوسموير ونادي كروسيدرز ونادي كيلمارنوك.

## وصلات خارجية
- غاري ماكوتشون على موقع قاعدة بيانات كرة القدم.إي يو (الإنجليزية)
- غاري ماكوتشون على موقع Soccerway.com (الإنجليزية)
- غاري ماكوتشون على موقع عالم كرة القدم.نت (الإنجليزية)